# Бис(циклооктадиен)платина
Бис(циклооктадиен)платина — неорганическое соединение,
олефиновый комплекс платины и циклооктадиена
с формулой Pt(C8H12)2,
белые кристаллы.

## Получение
- Реакция растворов циклооктатетраендилития, дихлоро(циклооктадиен)платины и циклооктадиена:

{\displaystyle {\mathsf {PtCl_{2}(C_{8}H_{12})+Li_{2}C_{8}H_{8}+C_{8}H_{12}\ {\xrightarrow {-40^{o}C}}\ Pt(C_{8}H_{12})_{2}+2LiCl+C_{8}H_{8}}}}
- Аналогичную реакция можно провести в кобальтоценом:

{\displaystyle {\mathsf {PtCl_{2}(C_{8}H_{12})+2Co(C_{5}H_{5})_{2}+C_{8}H_{12}\ {\xrightarrow {-78^{o}C}}\ Pt(C_{8}H_{12})_{2}+2Co(C_{5}H_{5})Cl}}}

## Физические свойства
Бис(циклооктадиен)платина образует белые кристаллы
триклинной сингонии,
пространственная группа P 1,
параметры ячейки a = 1,0605 нм, b = 0,9370 нм, c = 0,7382 нм, α = 110,33°, β = 84,43°, γ = 107,38°.
Медленно разлагается на воздухе или в вакууме, стабилен в инертной атмосфере.
Не растворяется в воде,
растворяется эфире и дихлорметане.